# بونو
پاول دیوید هیوسن (به انگلیسی: Paul David Hewson) معروف به بونو وکس (Bono Vox)، خواننده ایرلندی گروه راک یوتو (U۲) است. وی یکی از مشهورترین خوانندگان روز دنیا محسوب می‌شود.
بونو همچنین دارای باورهای سیاسی و اجتماعی ممتاز و انسان دوستانه‌ای است که از آنجمله می‌توان به تلاشهای وی برای صلح میان ایرلند شمالی و جنوبی، فراهم کردن داروهای ارزان برای مردم فقیر قاره آفریقا که مبتلا به ویروس ایدز هستند و همچنین لابی‌گری برای بخشش بدهیهای کشورهای فقیر آفریقایی اشاره کرد.
در دسامبر سال ۲۰۰۶، مجله تایم، بونو را در لیست یکصد شخصیت تأثیرگذار جهان قرار داد.
همچنین در سالهای ۲۰۰۳، ۲۰۰۵ و ۲۰۰۶ نام بونو در فهرست نامزدان دریافت جایزه صلح نوبل قرار داشت.

## دیگر تصاویر

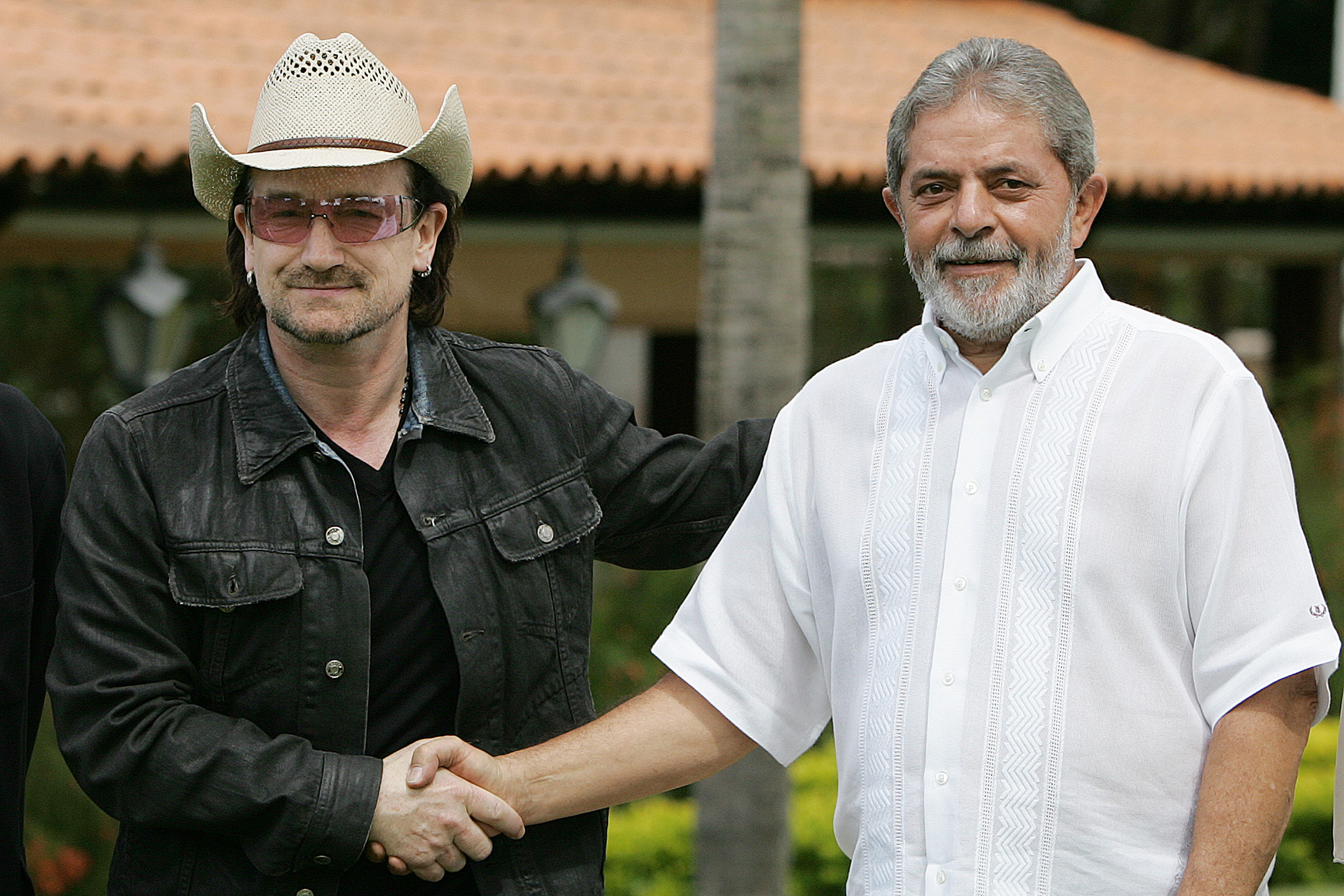